# Diacyclops languidoides
Diacyclops languidoides – gatunek widłonoga z rodziny oczlikowatych (Cyclopidae), zamieszkujący wody podziemne (stygobiont). W Polsce spotykany w jaskiniach tatrzańskich. Opisał go w 1901 roku szwedzki zoolog Vilhelm Lilljeborg, nadając mu nazwę Cyclops languidoides.